# Кибалко Василь Васильович
Киба́лко Васи́ль Васи́льович (нар. 14 січня 1918, Одеса — пом. 1 жовтня 1992, Москва) — радянський військовий льотчик, Герой Радянського Союзу (1943), у роки німецько-радянської війни заступник командира ескадрильї 10-го окремого дальнорозвідувального авіаційного полку (1-ша повітряна армія, Західний фронт).

## Життєпис
Василь Васильович Кибалко народився 14 січня 1918 року в Одесі. Після закінчення семи класів школи та школи фабрично-заводського учнівства працював литейщиком на суднобудівному заводі. У 1936 році Кибалко закінчив три курси робітфаку Одеського педагогічного інституту, в 1937 році — аероклуб.
До лав РСЧА призваний у 1937 році. В 1938 році Кибалко закінчив Одеську військову авіаційну школу пілотів. Брав участь у вторгненні в Польщу.
З червня 1941 року — на фронтах Німецько-радянської війни.
До початку 1943 року капітан Василь Кибалко був заступником командира ескадрильї 10-го окремого окремого дальньорозвідувально авіаполку 1-ї повітряної армії Західного фронту. До того часу він здійснив 100 бойових вильотів на дальню розвідку і бомбардування військ противника.
24 травня 1943 року капітан Василь Кибалко був удостоєний звання Герой Радянського Союзу з врученням ордена Леніна та медалі «Золота Зірка».
Після закінчення війни Кибалко продовжив службу в Радянській Армії. У 1949 році він закінчив Військово-повітряну академію. З 1953 року — командир 56-ї бомбардирувальної авіаційної дивізії ВПС Московського військового округу, потім став старшим викладачем тактики у військовій академії імені Фрунзе.
У 1978 році в званні полковника Кибалко вийшов у запас. Проживав у Москві. Помер 1 жовтня 1992 року, похований на Митинському кладовищі.

## Нагороди, пам'ять
Був також нагороджений двома орденами Червоного Прапора, орденом Олександра Невського, двома орденами Вітчизняної війни 1-го ступеня, орденами Червоної Зірки та «За службу Батьківщині у Збройних Силах СРСР» 3-го ступеня, медалями.